# Phebellia flavescens
Phebellia flavescens là một loài ruồi trong họ Tachinidae.